# Giovanni Conti (cardinale 1483)
Giovanni Conti (Roma, 1414 – Roma, 20 ottobre 1493) è stato un cardinale e arcivescovo cattolico italiano.

## Biografia
Apparteneva alla nobile famiglia dei Conti signori di Poli, che diede alla Chiesa cattolica  quattro papi e numerosi cardinali, ramo di Valmontone.
Della sua vita prima della nomina episcopale poco si conosce. Il 26 gennaio 1455 fu eletto arcivescovo di Conza, carica che mantenne fino al 1º ottobre 1484. Papa Sisto IV, nel concistoro del 15 novembre 1483, lo creò cardinale presbitero assegnandogli il titolo dei Santi Nereo e Achilleo. Nel 1484 partecipò al conclave che elesse papa Innocenzo VIII. Nel 1485 gli fu assegnata in commendam la diaconia di Sant'Adriano al Foro, che tenne fino al 9 marzo 1489, allorché lasciò anche il titolo dei Santi Nereo e Achilleo optando per il titolo dei Santi Vitale, Valeria, Gervasio e Protasio. Nel 1492 partecipò al conclave che elesse papa Alessandro VI.
Morì a causa di un'epidemia e fu sepolto nella chiesa romana di Santa Maria in Aracoeli.

## Ascendenza
|                                           |   |                                         | Genitori                                          |  |  | Nonni |  |  | Bisnonni                                                     |  |  | Trisnonni                     |  |
|                                           |   |                                         |                                                   |  |  |       |  |  | Giovanni Conti, signore di Gavignano, Palombara e Valmontone |  |  | Adenolfo Conti, conte di Sora |  |
|                                           |   |                                         |                                                   |  |  |       |  |  | Giovanni Conti, signore di Gavignano, Palombara e Valmontone |  |  | Adenolfo Conti, conte di Sora |  |
|                                           |   | …                                       |                                                   |  |  |       |  |  | Giovanni Conti, signore di Gavignano, Palombara e Valmontone |  |  |                               |  |
| Ildebrandino Conti, signore di Valmontone |   |                                         |                                                   |  |  |       |  |  | Giovanni Conti, signore di Gavignano, Palombara e Valmontone |  |  |                               |  |
|                                           |   | Margherita Colonna                      | Stefano Colonna il Vecchio, signore di Palestrina |  |  |       |  |  |                                                              |  |  |                               |  |
|                                           |   | Margherita Colonna                      | Stefano Colonna il Vecchio, signore di Palestrina |  |  |       |  |  |                                                              |  |  |                               |  |
|                                           |   | Margherita Colonna                      | Gaucerande de L'Isle-Jourdain                     |  |  |       |  |  |                                                              |  |  |                               |  |
| Grato Conti, signore di Valmontone        |   | Margherita Colonna                      |                                                   |  |  |       |  |  |                                                              |  |  |                               |  |
|                                           |   | Nicola I de' Sangro, signore di Bugnara | Matteo de' Sangro, signore di Bugnara             |  |  |       |  |  |                                                              |  |  |                               |  |
|                                           |   | Nicola I de' Sangro, signore di Bugnara | Matteo de' Sangro, signore di Bugnara             |  |  |       |  |  |                                                              |  |  |                               |  |
|                                           |   | Nicola I de' Sangro, signore di Bugnara | Candola "Condinella" di Barbarano                 |  |  |       |  |  |                                                              |  |  |                               |  |
| Caterina "Berarda" de' Sangro             |   | Nicola I de' Sangro, signore di Bugnara |                                                   |  |  |       |  |  |                                                              |  |  |                               |  |
|                                           |   | …                                       | …                                                 |  |  |       |  |  |                                                              |  |  |                               |  |
|                                           |   | …                                       | …                                                 |  |  |       |  |  |                                                              |  |  |                               |  |
|                                           |   | …                                       | …                                                 |  |  |       |  |  |                                                              |  |  |                               |  |
| Giovanni Conti                            |   | …                                       |                                                   |  |  |       |  |  |                                                              |  |  |                               |  |
|                                           | … | …                                       |                                                   |  |  |       |  |  |                                                              |  |  |                               |  |
|                                           | … | …                                       |                                                   |  |  |       |  |  |                                                              |  |  |                               |  |
|                                           | … | …                                       |                                                   |  |  |       |  |  |                                                              |  |  |                               |  |
| …                                         | … |                                         |                                                   |  |  |       |  |  |                                                              |  |  |                               |  |
|                                           |   | …                                       | …                                                 |  |  |       |  |  |                                                              |  |  |                               |  |
|                                           |   | …                                       | …                                                 |  |  |       |  |  |                                                              |  |  |                               |  |
|                                           |   | …                                       | …                                                 |  |  |       |  |  |                                                              |  |  |                               |  |
| …                                         |   | …                                       |                                                   |  |  |       |  |  |                                                              |  |  |                               |  |
|                                           |   | …                                       | …                                                 |  |  |       |  |  |                                                              |  |  |                               |  |
|                                           |   | …                                       | …                                                 |  |  |       |  |  |                                                              |  |  |                               |  |
|                                           |   | …                                       | …                                                 |  |  |       |  |  |                                                              |  |  |                               |  |
| …                                         |   | …                                       |                                                   |  |  |       |  |  |                                                              |  |  |                               |  |
|                                           |   | …                                       | …                                                 |  |  |       |  |  |                                                              |  |  |                               |  |
|                                           |   | …                                       | …                                                 |  |  |       |  |  |                                                              |  |  |                               |  |
|                                           |   | …                                       | …                                                 |  |  |       |  |  |                                                              |  |  |                               |  |
|                                           |   | …                                       |                                                   |  |  |       |  |  |                                                              |  |  |                               |  |